# 1º de Maio de Quelimane
1º de Maio de Quelimane là một câu lạc bộ bóng đá có trụ sở tại Quelimane, Mozambique. Tính đến  năm 2016, 1º de Maio thi đấu tại Moçambola, giải đấu bóng đá hạng nhất của Mozambique. Câu lạc bộ (thường được gọi là Operários), đã suýt bị xuống hạng tại giải Moçambola trong mùa giải 2016.